# Социјалистичка партија (Француска)
Социјалистичка партија (фр. Parti Socialiste, PS) је француска политичка странка левог центра. Основана је 1969. као наследница француске секције Радничке интернационале.
Странка је први пут дошла на власт 1981. када је њен кандидат Франсоа Митеран изабран за председника Француске. Странка је имала већину у Националној скупштини Француске у периодима 1981-1986, 1988-1993 и 2012-2017. 
После парламентарних избора у Француској 2017 остварује свој најлошији резултат од оснивања и осваја 7,44% и 29 мандата у скупштини од 577 места.
Лионел Жоспен је 1995. изгубио председничке изборе када је изабран Жак Ширак, кандидат деснице. На председничким изборима 2007. Никола Саркози је победио кандидаткињу левице Сеголен Роајал.
Генерални секретар Социјалистичке странке Француске је тренутно Оливер Фауре.